# Втора книга Царства
„Втора книга Царства“ (на иврит: ספר שמואל) е библейска книга, част от раздела „Невиим“ на еврейския „Танах“ и една от историческите книги на християнския Стар завет.
В православния канон „Втора книга Царства“ е поставена между „Първа книга Царства“ и „Трета книга Царства“. В католическия и протестантския канон книгата е озаглавена „Втора книга на Самуил“, а в еврейската Библия „Първа книга Царства“ и „Втора книга Царства“ са обединени в обща „Книга Самуилова“.
„Втора книга Царства“ описва историята на евреите от смъртта на първия цар на Израил Саул до края на царуването на Давид. Според традицията тя е писана от пророците Гад и Натан. Според съвременните изследвания първоначален вариант на книгата е съставен при цар Езекия през VIII век пр. Хр., но впоследствие тя е разширавана до епохата на Вавилонския плен, като придобива приблизително днешния си вид в средата на VI век пр. Хр., но отделни промени в текста продължават чак до Елинистическата епоха.